# Apache Lake
Der Apache Lake ist ein Stausee 50 km östlich von Phoenix auf der Grenze von Maricopa County und Gila County im US-Bundesstaat Arizona. Er gehört zu einem System aus Stauseen am Salt River und liegt etwa 5 km unterhalb des Theodore Roosevelt Lake und 8 km oberhalb des Canyon Lake. Die Stauseen dienen der Wasserversorgung von Phoenix und als Naherholungsgebiet. Er ist gut über die AZ-88 zu erreichen.

## Staumauer
Der Stausee wird durch die Talsperre Horse Mesa aufgestaut.